# Лоуэр-Селетар
Лоуэр-Селетар (кит. трад. 实里达蓄水池下段, пиньинь Shīlǐdā Xùshuǐchí Xiàduān, палл. Шилида Сюйшуйчи Сядуань, англ. Lower Seletar Reservoir, малайск. Takungan Air Seletar Bawah) — водохранилище, расположенное в северо-восточной части Сингапура. Водохранилище имеет площадь 3,6 км², и объём 9,5 млн м³. Средняя глубина водоема составляет 2 м, максимальная глубина — 5,5 м. Протяжённость береговой линии — 14,3 км.
Строительство водохранилища было завершено в 1986 году.
Территория вокруг водохранилища привлекательна для местных жителей возможностью неторопливых прогулок или утренних пробежек. Парк, площадью 3 га, оборудован причалом, беседками, туалетом и 1,3-километровой беговой дорожкой. Популярны на свежем воздухе пробежки, общение с птицами и рыбная ловля. Здесь часто проходят соревнования по спортивному рыболовству. В водных видах спорта может принять участие любой человек.